# Katedra św. Oskara w Kopenhadze
Katedra św. Oskara w Kopenhadze (duń. Sankt Ansgars Kirke) – kościół biskupi diecezji kopenhaskiej w Danii. Świątynia znajduje się w Kopenhadze przy ulicy Bredgade.

## Historia
W 1536 kościół katolicki został oficjalnie zniesiony na terenie Danii przez króla Chrystiana III Oldenburga, a cały jego majątek został sekularyzowany. Patronat nad wiernymi nielegalnego obrządku katolickiego przejęli dyplomaci najpierw Hiszpanii, a następnie Austrii.
W I poł. XIX w. władze kościelne wykupiły działkę budowlaną przy Bredgade. Projekt nowego kościoła katolickiego w stolicy Danii zlecono niemieckiemu architektowi - Gustavovi Friedrichowi von Hertsch. Budowa trwała w latach 1840–1842. Uroczyste poświęcenie kościoła miało miejsce w święto Wszystkich Świętych 1 listopada 1842. Jego budowa była możliwa dzięki wprowadzeniu w Danii wolności religijnej.
Od 1868 kościół został prokatedrą Prefektury Apostolskiej Danii, zaś od 1953 r. jest główną świątynią diecezji kopenhaskiej. 
W latach 1988–1992 katedra była restaurowana przez duńskiego architekta Vilhelma Wolherta.

## Wnętrze
Katedra została wykonana w stylu neoklasycystycznym, której fasada wzorowana była na bazylikę romańską. Długość nawy głównej wynosi 31 m, zaś szerokość 13 m. Witraże pochodzą z lat 1885–1894. 
W ołtarzu głównym znajduje się nastawa przedstawiająca Najświętszą Maryję Zawsze Dziewicę, autorstwa wiedeńskiego rzeźbiarza Leopolda Kupelwiesera, która była darem cesarza Ferdynanda I Habsburga. Freski olejne w apsydzie pochodzą z lat 1864–1865 i są dziełem Josefa Settasta.